# Toei Animation
Toei Animation Co., Ltd. (東映アニメーション株式会社 Tōei Animēshon Kabushiki-gaisha) là một hãng sản xuất phim hoạt hình Nhật Bản (anime) do Toei Co., Ltd sở hữu. Toei sản xuất nhiều anime nổi tiếng như One Piece, Dragon Ball, Sailor Moon, loạt phim PreCure, Slam Dunk, Digimon, World Trigger, Dr. Slump, Toriko,... Trụ sở công ty đặt tại Nakano, Tokyo, Nhật Bản.

## Lịch sử
Xưởng phim được thành lập vào năm 1948 bởi Masaoka Kenzō và Yamamoto Zenjirō dưới tên Nihon Dōga Eiga (日本動画映画 thường được viết ngắn là 日動映画 (Nichidō Eiga)). Năm 1956, Toei mua lại xưởng phim để mở rộng cơ cấu và phát triển thành một tập đoàn và đổi tên nó thành Toei Dōga Co., Ltd. (東映動画株式会社 Tōei Dōga Kabushiki-gaisha, "dōga" (動画) trong tiếng Nhật nghĩa là hoạt hình). Công ty lấy tên Toei Animation Co., Ltd. khi kinh doanh bên ngoài Nhật Bản. Tiếp tục đến năm 1998, tên tiếng Nhật của công ty chính thức đổi thành Toei Animation như hiện nay.

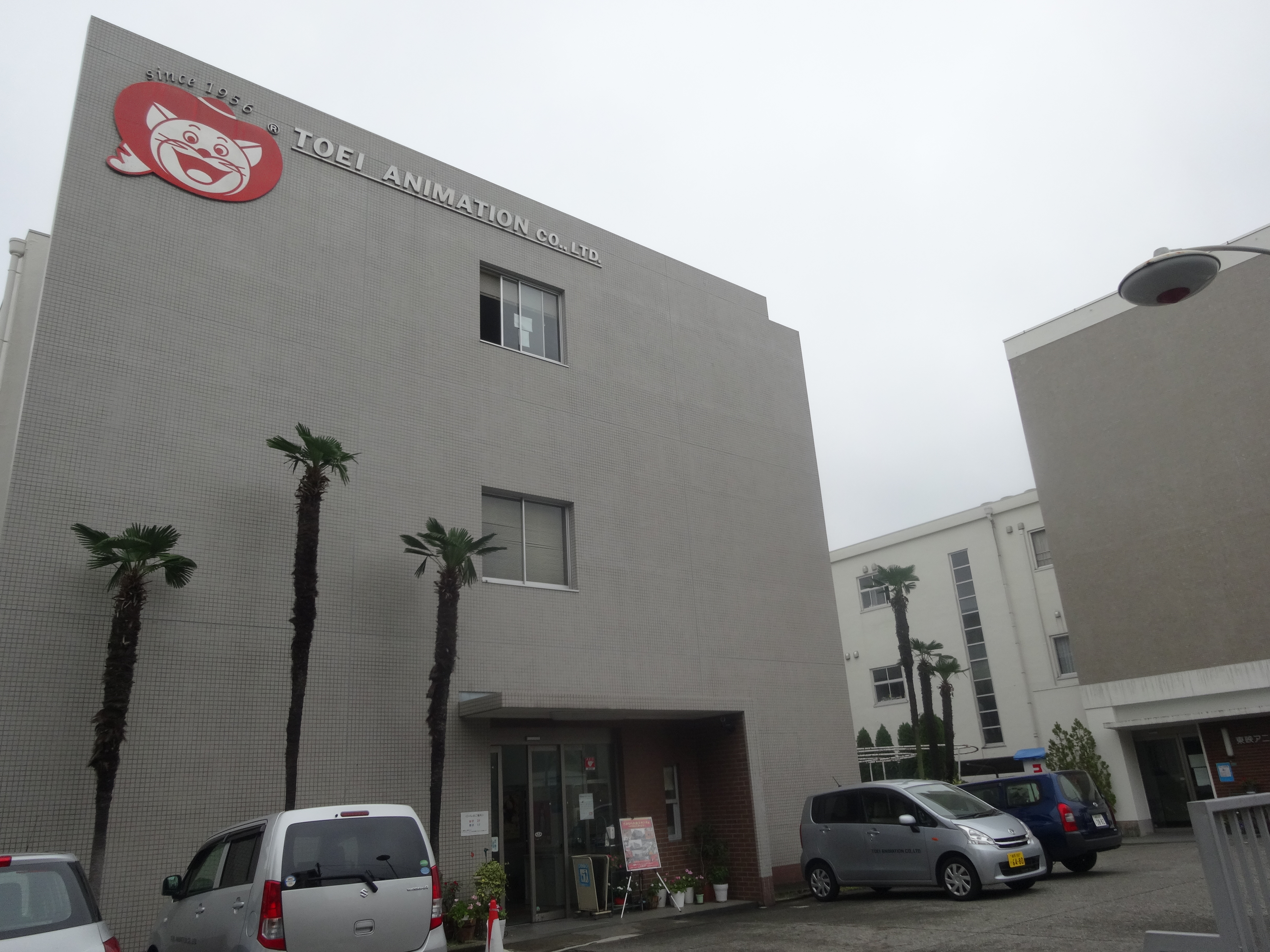
Trụ sở cũ của Toei Animation từ năm 1957–2015

Trong những năm qua, Toei Animation đã chuyển thể nhiều manga của các tác giả nổi tiếng thành anime, có thể kể đến như Mazinger Z của Nagai Go, One Piece của Oda Eiichiro, Cyborg 009 của Ishinomori Shotaro, Toriko của Shimabukuro Mitsutoshi, Slam Dunk của Inoue Takehiko, Mahōtsukai Sally của Yokoyama Mitsuteru, Saint Seiya của Kurumada Masami, Dragon Ball của Toriyama Akira và Sailor Moon của Takeuchi Naoko. Miyazaki Hayao, Takahata Isao, Matsumoto Leiji và Kotabe Yoichi là những tác giả nổi tiếng từng làm việc với Toei. Toei cùng với Sunrise, TMS Entertainment và Nihon Ad Systems Inc là những nhà tài trợ cho kênh truyền hình Animax.
Linh vật của Toei là chú mèo Pero từ bộ phim Nagagutsu o Haita Neko (1969) do chính công ty sản xuất, chuyển thể từ quyển sách Chú mèo đi hia.
Nhiều anime do Toei Animation sản xuất đã đoạt giải Anime Grand Prix của Animage như Galaxy Express 999 thắng giải vào năm 1981; tương tự với Saint Seiya vào năm 1987 và Sailor Moon vào năm 1992. Ngoài việc sản xuất anime tại Nhật Bản, Toei Animation cũng hỗ trợ sản xuất một số bộ phim hoạt hình của Hoa Kỳ trong thập niên 1960 và 1980.

## Các công ty con
- TAVAC Co.,Ltd. (Toei Audio Visual Art Center): Cơ sở thu âm của Toei chuyên về hiệu ứng âm thanh, video và lồng tiếng Nhật.
- Toei Animation Music Publishing Co., Ltd.: Bộ phận âm nhạc của Toei liên kết với nhiều nhà xuất bản âm nhạc và đài truyền hình
- Toei Animation Phils., Inc.: Bộ phận hỗ trợ sản xuất hoạt hình của Toei, thường lồng tiếng và cấp phép anime của Toei cho thị trường Philippines, có trụ sở tại Quezon, Manila.
- Toei Animation Inc.: Trụ sở tại Los Angeles, chịu trách nhiệm cấp phép các sản phẩm của Toei cho phương Tây.[5]
- Toei Animation Europe S.A.S.: Bộ phận của Toei tại Paris, Pháp, chuyên tham gia sản xuất, cấp phép và tiếp thị anime của Toei cho Châu Âu.
- Toei Animation Enterprises Limited: Được thành lập tại Hồng Kông vào năm 1997 dưới hình thức liên doanh lấy tên là Animation International Limited,[6] sau đó là công ty con của Toei vào năm 2009.[7]
- Toei Animation (Shanghai) Co., Ltd: được thành lập vào tháng 6 năm 2017, đây là bộ phận cấp phép và tiếp thị sản phẩm của Toei cho thị trường Trung Quốc, có trụ sở đặt tại Thượng Hải.[6]

## Danh sách anime sản xuất
- Anime hiện đang phát sóng được đánh dấu bằng tên in đậm.

### Phim truyền hình

#### Thập niên 1960
- Ōkami Shōnen Ken (1963–1965)
- Shonen Ninja Kaze no Fujimaru (1964–1965)
- Uchuu Patrol Hopper (tháng 2/1965-tháng 11/1965)
- Hustle Punch (1965–1966)
- Rainbow Sentai Robin (1966–1967), đồng sản xuất với  Studio Zero
- Kaizoku Ouji (tháng 5 năm 1966-tháng 11 năm 1966)
- Mahōtsukai Sally (1966–1968)
- Pyunpyunmaru (tháng 7 năm 1967-tháng 9 năm 1967)
- GeGeGe no Kitarō (1968–1969)
- Cyborg 009 (tháng 4 năm 1968-tháng 9 năm 1968)
- Akane-chan (tháng 4 năm 1968-tháng 9 năm 1968)
- Sabu to Ichi Torimono Hikae (1968-1969), đồng sản xuất với Mushi Productions và Zero Studio
- Himitsu no Akko-chan (1969–1970)
- Mōretsu Atarō (1969–1970)
- Tiger Mask (1969–1971)

#### Thập niên 1970
- Kick no Oni (1970–1971)
- Mahou no Mako-chan (1970–1971)
- GeGeGe no Kitarō (bản 1971) (1971–1972)
- Sarutobi Ecchan (1971–1972)
- Apacchi Yakyuugun (1971-1972)
- Genshi Shonen Ryu (1971–1972)
- Mahōtsukai Chappy (tháng 4 năm 1972-tháng 12 năm 1972)
- Devilman (1972–1973)
- Mazinger Z (1972–1974)
- Babel Ni-Sei (tháng 1 năm 1973-tháng 9 năm 1973)
- Microid S (tháng 4 năm 1973-tháng 10 năm 1973)
- Miracle Shōjo Limit-chan (1973–1974)
- Dororon Enma-kun (1973–1974)
- Cutey Honey (1973–1974)
- Great Mazinger (1974–1975)
- Calimero (1974-1975)
- Majokko Megu-chan (1974–1975)
- Getter Robo (1974–1975)
- UFO Robo Grendizer (1975–1977)
- Getter Robo G (1975–1976)
- Kotetsu Jeeg (1975-1976)
- Shounen Tokugawa Ieyasu (tháng 4 năm 1975-tháng 9 năm 1975)
- Tiểu hòa thượng Ikkyū (1975–1982)
- Daikū Maryū Gaiking (1976–1977)
- Machine Hayabusa (tháng 4 năm 1976-tháng 9 năm 1976)
- Choudenjin Robo Combattler V (1976–1977) (đồng sản xuất với Sunrise)
- Magne Robo Gakeen (1976–1977)
- Candy Candy (1976–1979)
- Jetter Mars (tháng 2 năm 1977-tháng 9 năm 1977) (đồng sản xuất với Tezuka Productions và Madhouse)
- Wakusei Robo Danguard Ace (1977–1978)
- Hyouga Senshi Guyslugger (tháng 4 năm 1977-tháng 8 năm 1977) (đồng sản xuất với Tokyo Movie Shinsha)
- Chojin Sentai Balatack (1977–1978)
- Arrow Emblem Grand Prix no Taka (1977–1978)
- Tobidase! Machine Hiryū (đồng sản xuất với Tatsunoko Production) (1977–1978)
- Gekisō! Ruben Kaiser (đồng sản xuất với Wakō Productions và Green Box) (1977–1978)
- Tōshō Daimos (1978–1979) (đồng sản xuất với Sunrise)
- Uchū Kaizoku Captain Harlock (1978–1979)
- SF Saiyuki Starzinger (1978-1979)
- Uchū Majin Daikengo (1978-1979)
- Ginga Tetsudō 999 (1978-1981)
- Captain Future (1978-1979)
- Pink Lady Monogatari: Eiko no Tenshitachi (1978-1979)
- Hana no Ko Lunlun (1979-1980)
- Cyborg 009 (1979-1980), phiên bản làm lại có màu
- Mirai Robo Daltanias (1979-1980)
- Entaku no Kishi Monogatari: Moero Arthur (1979-1980)

#### Thập niên 1980
- Maeterlinck no Aoi Tori (1980)
- Mahō Shōjo Lalabel (1980-1981)
- Moero Arthur: Hakuba Ōji (tháng 4 năm 1980-tháng 9 năm 1980)
- Ganbare Genki (1980–1981)
- Uchū Daitei God Sigma (1980–1981)
- Hyaku Jūō GoLion (1981-1982)
- Hello! Sandybell (tháng 3 năm 1981-tháng 9 năm 1981)
- Wakakusa Monogatari Yori Wakakusa no Yon Shimai (tháng 4 năm 1981-tháng 9 năm 1981) (đồng sản xuất với Kokusai Eiga-sha)
- Dr. Slump (1981–1986)
- Shin Taketori Monogatari: Sennen Joō (1981–1982)
- Tiger Mask Ni-Sei (1981–1982)
- Honey Honey no Suteki na Bouken (1981–1982) (đồng sản xuất với Kokusai Eiga-sha)
- Asari-chan (1982–1983)
- Boku Patalliro! (1982-1983)
- Kikō Kantai Dairugger XV (1982-1983)
- The Kabocha Wine (1982–1984)
- Aishite Knight (1983–1984)
- Kinnikuman (1983–1986)
- Stop! Hibari-kun (1983–1984)
- Kōsoku Denjin Albegas (1983-1984)
- Bemu Bemu Hunter: Gotengu Tenmaru (1983)
- Yume Senshi Wingman (1984–1985)
- Tongari Bōshi no Memole (1984)
- Video Senshi Laserion (1984–1985)
- Gu-Gu Ganmo (1984–1985)
- Hokuto no Ken (1984–1988)
- Transformers (1985-1986)
- Transformers 2010 (1986-1987)
- GeGeGe no Kitarō (bản 1985) (1985-1988)
- Hāi! Step Jun (1985–1986)
- Konpora Kid (1985)
- Maple Town Monogatari (1986–1987)
- Dragon Ball – 7 viên ngọc rồng (1986–1989)
- Ginga: Nagareboshi Gin (1986)
- Gou Q Chouji Ikkiman (1986)
- Saint Seiya (1986–1989)
- Hokuto no Ken 2 (1987-1988)
- Shin Maple Town Monogatari: Palm Town-hen (1987)
- Bikkuriman (1987–1989)
- Transformers: The Headmasters (1987-1988)
- Kamen no Ninja Akakage (1987–1988)
- Lady Lady!! (1987–1988)
- Hello! Lady Lynn (1988–1989)
- Transformers: Chōjin Masterforce (1988-1989)
- Tatakae!! Ramenman (tháng 1, 1988-tháng 9, 1988)
- Sakigake!! Otokojuku (tháng 2, 1988-tháng 11, 1988)
- Himitsu no Akko-chan 2 (1988-1989)
- Transformers V (1989)
- Dragon Ball Z (1989–1996)
- Akuma-kun (1989–1990)
- Kariage-kun (1989–1990)
- Shin Bikkuriman (1989–1990)

#### Thập niên 1990
- Mōretsu Atarō (bản 1990) (tháng 4, 1990-tháng 12,. 1990)
- Magical Tarurūto-kun (1990–1992)
- Kingyo Chūihō (Kingyo Chūihō!) (1991–1992)
- Dragon Quest: Dai no Daibōken (1991–1992)
- Sailor Moon: Thủy thủ Mặt trăng (1992–1993)
- Super Bikkuriman (1992-1993)
- Sailor Moon R (1993–1994)
- Kamen Rider SD (1993)
- Ghost Sweeper Mikami (1993–1994)
- Slam Dunk (1993–1996)
- Aoki Densetsu Shoot (1993–1994)
- Sailor Moon S (1994–1995)
- Marmalade Boy (1994–1995)
- Shinken Densetsu Tight Road (1994)
- Sailor Moon SuperS (1995–1996)
- Kūsō Kagaku Sekai Gulliver Boy (tháng 1, 1995-tháng 12, 1995)
- Sekai Meisaku Dōwa Series: Wow! Märchen Oukoku (tháng 4, 1995-tháng 9, 1995)
- Gokinjo Monogatari (1995–1996)
- Sailor Moon Sailor Stars (1996–1997)
- Dragon Ball GT (1996-1997
- Jigoku Teacher Nūbē (1996–1997)
- Hana Yori Dango (1996–1997)
- GeGeGe no Kitarō (bản 1996) (1996-1998)
- Con nhà giàu (1996-1997)
- Cutie Honey Flash (1997-1998)
- Kindaichi Shounen no Jikenbo (1997–2000)
- Azumi: Mamma Mia! (tháng 7, 1997-tháng 10, 1997)
- Yume no Crayon Oukoku (1997–1999)
- Hanitarou desu. (1997–1998)
- Haruniwa Ie no 3 Nin-me (tháng 1, 1998-tháng 3, 1998)
- Anime Shūkan DX! Mi-Pha-Pu (1998–1999)
- Yu-Gi-Oh! (tháng 4, 1998-tháng 10, 1998)
- Mamotte Shugogetten (1998–1999)
- Himitsu no Akko-chan 3 (1998-1999)
- One Piece (1999-nay)
- Kamikaze Kaitō Jeanne (1999–2000)
- Doremi – Phép thuật thần kỳ (1999–2000)
- Digimon Adventure (1999–2000)

#### Thập niên 2000
- Ojamajo Doremi Sharp (2000–2001)
- Digimon Adventure 02 (2000–2001)
- Mushrambo (2000)
- Shōbushi Densetsu Tetsuya (2000–2001)
- Pipo Papo Patoru-kun (2000–2001)
- Mōtto! Ojamajo Doremi (2001–2002)
- Nono-chan (2001–2002)
- Digimon Tamers (2001–2002)
- Ojamajo Doremi Dokkaan  (2002–2003)
- Kanon (2002)
- Kinnikuman Nisei (2002)
- Digimon Frontier (2002–2003)
- Tsuribaka Nisshi  (2002–2003)
- Ashita no Nadja (2003–2004)
- Konjiki no Gash!! (2003–2006)
- Air Master (tháng 4, 2003-tháng 9 2003)
- Bobobo-bo Bo-bobo (2003–2005)
- Kinnikuman Nisei: Ultimate Muscle (2004)
- Ojamajo Doremi Na-I-Sho (tháng 6, 2004-tháng 12, 2004)
- Futari wa Pretty Cure (2004–2005)
- Ring ni Kakero 1 (tháng 10, 2004-tháng 12, 2004)
- Bouken Ou Beet (2004–2005)
- Xenosaga: The Animation (tháng 1, 2005-tháng 3, 2005)
- Bouken Ou Beet Excellion (2005–2006)
- Futari wa Pretty Cure Max Heart (2005–2006)
- Gaiking: Legend of Daiku-Maryu (2005-2006)
- Kinnikuman Nisei: Ultimate Muscle 2 (2006)
- Futari wa Pretty Cure SplashStar (2006–2007)
- Ayakashi: Japanese Classic Horror tháng 1, 2006- tháng 3, 2006)
- Digimon Savers (2006–2007)
- Air Gear (tháng 4, 2006-tháng 9, 2006)
- Ring ni Kakero 1: Nichibei Kessen-hen (tháng 4, 2006-tháng 6, 2006)
- Kamisama Kazoku (tháng 5-tháng 8, 2006)
- Binbō Shimai Monogatari (tháng 6, 2006-tháng 9, 2006)
- Demashita! Powerpuff Girls Z (2006–2007)
- Gin-iro no Olynssis (tháng 10, 2006-tháng 12, 2006)
- Lily to Kaeru to (2006)
- Yes! PreCure 5 (2007–2008)
- Love Com (tháng 4-tháng 9 2007)
- Mononoke (tháng 7, 2007-tháng 9, 2007)
- Hatara Kizzu Maihamu Gumi (2007–2008)
- GeGeGe no Kitarō (bản 2007) (2007-2009)
- Hakaba Kitaro (tháng 1-tháng 3, 2008)
- Yes! PreCure 5 GoGo! (2008–2009)
- Uchi no 3 Shimai (2008–2010)
- RoboDz Kazagumo Hen (tháng 6, 2008-tháng 11, 2008)
- Negibouzu no Asatarou (2008-2009)[8]
- Battle Spirits: Shounen Toppa Bashin (2008-2009)
- Marie & Gali (2009–2010)
- Dragon Ball Kai (2009–2011)
- Fresh Pretty Cure! (2008–2009)
- Kuuchuu Buranko (tháng 10–tháng 12, 2009)
- Kaidan Restaurant (2009–2010)

#### Thập niên 2010
- HeartCatch! Pretty Cure (2010–2011)
- 6HP (Six Hearts Princess) (2010)
- Digimon Xros Wars (2010–2012)
- Marie & Gali 2.0 (2010–2011)
- Toriko (2011–2014)
- Suite Pretty Cure (2011–2012)
- Tanken Driland (2012–2013)
- Smile Pretty Cure! (2012–2013)
- Kyousougiga (tháng 10–tháng 12, 2013)
- Saint Seiya Omega (2012–2014)
- Doki Doki! Pretty Cure (2013–2014)
- Tanken Driland: Sennen no Mahō (2013–2014)
- Robot Girls Z (tháng 1–tháng 3, 2014)
- Happiness Charge Pretty Cure! (2014–2015)
- Dragon Ball Kai (2014–2015)
- Abarenbou Rikishi!! Matsutarou (tháng 4–tháng 9, 2014)
- Marvel Disk Wars: The Avengers (2014–2015), đồng sản xuất với Walt Disney Japan
- Majin Bone (2014–2015)
- World Trigger (2014–2022)
- Sailor Moon Crystal: Thủy thủ Mặt Trăng Pha lê (2014-2015)
- Robot Girls Z+ (tháng 5, 2015–tháng 10, 2015)
- Dragon Ball Super (2015–2018)
- Go! Princess PreCure (2015–2016)
- Mahou Tsukai Pretty Cure! (2016–2017)
- Sailor Moon Crystal Season III (2016)
- Tiger Mask W (2016–2017)
- Digimon Universe: Appli Monsters (2016–2017)
- Seikai Suru Kado (2017)
- KiraKira Pretty Cure a la Mode (2017–2018)
- Hugtto! Pretty Cure (2018-2019)
- GeGeGe no Kitarō (bản 2018) (2018-2020)
- Oshiri Tantei (2018-2022)
- Bakutsuri Bar Hunter (2018-2019), đồng sản xuất với Studio Gallop
- Star Twinkle Pretty Cure (2019-2020)

#### Thập niên 2020
- Healin' Good PreCure (2020-2021)
- Digimon Adventure: (2020–2021)
- Asatir: Mirai no Mukashibanashi (2020)[9]
- Fushigi Dagashiya Zenitendō (2020–nay)
- Dragon Quest: Chuyến phiêu lưu của Dai (2020-2022)
- Digimon Ghost Game (2021–2023)
- Tropical! Rouge PreCure (2021-2022)
- Delicious Party PreCure (2022-2023)
- Hirogaru Sky! PreCure (2023-2024)
- Tōsōchū: The Great Mission (2023)[10]
- Kibō no Chikara: Otona 23 (2023)[11]
- Mahou Tsukai Precure! 2 (2024)[11]
- Girls Band Cry (2024)[12]
- Wonderful Precure! (2024-nay)[13]
- Dragon Ball Daima (2024)[14]
- Mahō Tsukai Precure!!: MIRAI DAYS (2025, đồng sản xuất với Studio Deen)[15]
- Digimon Beatbreak (2025)
- Gosu  (CTB), đồng sản xuất với Studio N[16]
- Le College Noir  (CTB), đồng sản xuất với Studio La Cachette[17]

## Phim điện ảnh
Thập niên 1950
- Koneko no Rakugaki (1957)
- Hakujaden (1958)
- Yumemi Douji (1958)
- Koneko no Studio (1959)
- Shōnen Sarutobi Sasuke (1959)
- Tanuki-san Oatari (1959)

Thập niên 1960
- Saiyūki (1960)
- Nezumi no Yomeiri (1961)
- Anju to Zushioumaru (1961)
- Arabian Night: Sindbad no Bouken (1962)
- Wanpaku Ōji no Orochi Taiji (1963)
- Wanwan Chūshingura (1963)
- Garibā no Uchū Ryokō (1965)
- Cyborg 009 (1966)
- Cyborg 009: Kaijū Sensō (1967)
- Shōnen Jack to Mahōtsukai  (1967)
- Hyokkori Hyōtan-jima (1967)
- Andersen Monogatari (1968)
- Taiyō no Ōji Horusu no Daibōken (1968)
- GeGeGe no Kitarō (1968)
- Nagagutsu o Haita Neko (1969)
- Hitoribocchi (1969)
- Soratobu Yūreisen (1969)

Thập niên 1970
- Chibikko Remi to Meiken Kapi (1970)
- Tiger Mask (1970)
- Kaitei Sanman Mile (1971)
- Tiger Mask: Fuku Men League Sen (1970)
- Mōretsu Atarō: Nyarome no Komoriuta (1970)
- Dōbutsu Takarajima (1971)
- Ali Baba to Yonjuppiki no Tōzoku (1971)
- Nagagutsu Sanjūshi (1972)
- Sarutobi Ecchan (1972)
- Maken Liner 0011 Henshin Seyo! (1972)
- Panda no Daibōken (1973)
- Mazinger Z (1973)
- Babel Ni-Sei (1973)
- Mazinger Z tai Devilman (1973)
- Mahōtsukai Sally (1974)
- Kikansha Yaemon: D51 no Daibouken (1974)
- Mazinger Z tai Dr. Hell
- Mazinger Z tai Ankoku Daishougun (1974)
- Getter Robo (1974)
- Majokko Megu-chan (1974)
- Andersen Dōwa: Ningyo Hime (1975)
- Great Mazinger tai Getter Robo (1975)
- Kore ga UFO da! Sora Tobu Enban (1975)
- Uchu Enban Daisenso (1975)
- Great Mazinger tai Getter Robo G: Kuchu Daigekitotsu (1975)
- UFO Robo Grendizer (1975)
- Nagagutsu o Haita Neko: 80 Nichi-kan Sekaiisshū (1976)
- UFO Robo Grendizer tai Great Mazinger (1976)
- Grendizer, Getter Robo G, Great Mazinger: Kessen! Daikaijū (1976)
- UFO Robo Grendizer: Akai Yuuhi no Taiketsu (1976)
- Sekai Meisaku Dōwa: Hakuchō no Ōji (1977)
- Wakusei Robo Danguard Ace tai Konchu Robo Gundan (1977)
- Sekai Meisaku Douwa: Oyayubi-hime (1978)
- Ikkyū-san to Yancha Hime (1978)
- Candy Candy: Haru no Yobigoe (1978)
- Uchū Kaizoku Captain Harlock: Arcadia Go no Nazo (1978)
- Candy Candy: Candy no Natsu Yasumi (1978)
- Tatsu no ko Tarō (1979)
- Umi no Toriton (1979)
- SF Saiyuki Starzinger (1979)
- Ginga Tetsudou 999 (1979)

Thập niên 1980
- Arano no Sakebi Koe: Hoero, Buck (1980), (phim điện ảnh chiếu trên truyền hình)
- Sekai Meisaku Dōwa: Mori wa Ikiteiru (1980)
- Ginga Tetsudou 999: Glass-made Claire (1980)
- Hana no Ko Lunlun (1980)
- Terra e... (1980)
- GeGeGe no Kitaro Chisougan (1980)
- Mahō Shōjo Lalabel: Umi ga Yobu Natsuyatsumi (1980)
- Cyborg 009: Chō Ginga Densetsu (1981)
- Sayonara Ginga Tetsudō 999: Andromeda Shuchakueki (1981)
- Hashire Melos! (1981) (phim điện ảnh chiếu trên truyền hình)
- Sekai Meisaku Dōwa: Hakuchō no Mizūmi (1981)
- Lupin tai Holmes (1981) (phim điện ảnh chiếu trên truyền hình)
- Ikkyū-san: Haru Da! Yancha Hime (1981)
- Kyoufu Densetsu Kaiki! Frankenstein (1981) (phim điện ảnh chiếu trên truyền hình)
- Natsu e no Tobira (1981), đồng sản xuất với Madhouse
- Kabo-Encho no Dobutsuen Nikki (1981) (phim điện ảnh chiếu trên truyền hình)
- Akuma to Himegimi (1981)
- Bokura Mangaka: Tokiwa-so Monogatari (1981) (phim điện ảnh chiếu trên truyền hình)
- Dr. Slump: Arale-chan Hello! Fushigi Shima (1981)
- Wagahai wa Neko de Aru (1981) (phim điện ảnh chiếu trên truyền hình)
- Sekai Meisaku Dōwa: Aladdin to Mahō no Lamp (1982)
- Dr. Slump: Hoyoyo!" Uchū Dai Bōken (1982)
- Jugo Shōnen Hyōryūki (1982) (phim điện ảnh chiếu trên truyền hình)
- Sennen Joō Queen Millennia (1982)
- Waga Seishun no Arcadia (1982)
- Andromeda Stories (1982) (phim điện ảnh chiếu trên truyền hình)
- Asari-chan Ai no Marchen Shōjo (1982)
- Haguregumo (1982)
- Future War 198X (1982)
- Dr. Slump: Hoyoyo! Sekai Isshū Dai Race (1982)
- Patalliro! Stardust Keikaku (1983)
- Shōnen Keniya (1984)
- Papa Mama Bye Bye (1984)
- Dr. Slump: Hoyoyo! Nanaba-jō no Hihō (1984)
- Kinnikuman: Ubawareta Champion Belt (1984)
- The Kabocha Wine: Nita no Aijou Monogatari (1984)
- Ō Abare! Seigi Chōjin (1984)
- Seigi Choujin vs. Koudai Choujin (1985)
- Gu-Gu Ganmo (1985)
- Tongari Bōshi no Memole (1985)
- Arei no Kagami: Way to the Virgin Space (1985)
- Gyakushuu! Uchuu Kakure Choujin (1985)
- Dr. Slump: Arale-chan Hoyoyo! Yume no Miyako Mechapolis (1985)
- Odin: Kōshi Hansen Starlight (1985)
- Haresugata! Seigi Choujin (1985)
- Yukiguni no Ōjisama (1985)
- GeGeGe no Kitaro: Youkai Gundan (1985)
- Hokuto no Ken (1986)
- GeGeGe no Kitaro: Youkai Daisensou (1985)
- Maple Town Monogatari (1986)
- Gegege no Kitarō: Saikyō Yōkai Gundan! Nihon Jōriku!! (1986)
- Gegege no Kitarō: Gekitotsu!! Ijigen Yōkai no Daihanran (1986)
- Seigi Choujin vs. Senshi Choujin (1986)
- Dragon Ball: Shenron no Densetsu (1986)
- Grimm Douwa: Kin no Tori (1987)
- Shin Maple Town Monogatari: Palm Town-hen - Konnichiwa! Atarashii Machi (1987)
- Dragon Ball: Majin-Jō no Nemuri Hime (1987)
- Saint Seiya: Jashin Eris (1987)
- Saint Seiya: Kamigami no Atsuki Tatakai (1988)
- Bikkuriman: Taiichiji Seima Taisen (1988)
- Tatakae!! Ramenman (1988)
- Dragon Ball: Makafushigi Dai-Bōken (1988)
- Saint Seiya: Shinku no Shōnen Densetsu (1988)
- Sakigake!! Otokojuku (1988)
- Himitsu no Akko-chan (1989)
- Saint Seiya: Saishū Seisen no Senshi-tachi (1989)
- Himitsu no Akko-chan: Umi da! Obake da!! Natsu Matsuri (1989)
- Dragon Ball Z: Ora no Gohan o Kaese!! (1989)
- Akuma-kun (1989)

Thập niên 1990
- Mahōtsukai Sally (1990)
- Akuma-kun: Yōkoso Akuma Land e!! (1990)
- Dragon Ball Z: Kono Yo de Ichiban Tsuyoi Yatsu (1990)
- Dragon Ball Z: Chikyū Marugoto Chōkessen (1990)
- Pink: Mizu Dorobō Ame Dorobō (1990)
- Kennosuke-sama (1990)
- Dragon Ball Z: Super Saiyajin da Son Gokū (1991)
- Dragon Ball Z: Tobikkiri no Saikyō tai Saikyō (1991)
- Magical Taruruto-kun (1991)
- Magical Taruruuto-kun: Moeru! Yuujou no Mahou Taisen (1991)
- Dragon Quest: Dai no Daibōken (1991)
- Dragon Ball Z: Gekitotsu!! Hyaku-Oku Power no Senshi-tachi (1992)
- Dragon Ball Z: Kyokugen Battle!! San Dai Super Saiya-jin (1992)
- Magical Taruruuto: Suki Suki Hot Takyoaki (1992)
- Dragon Quest: Dai no Daibōken Tachiagare!! Aban no Shito (1992)
- Dragon Quest: Dai no Daibouken Buchiyabure!! Shinsei 6 Daishougun (1992)
- Candy Candy (1992)
- Rokudenashi Blues (1992)
- Kingyo Chūihō! (1992)
- Dr. Slump: Arale-chan Ncha! Penguin Mura wa Hare Nochi Hare (1993)
- Dr. Slump: Arale-chan Ncha! Penguin Mura yori Ai wo Komete (1993)
- Dragon Ball Z: Ginga Giri-Giri!! Butchigiri no Sugoi Yatsu (1993)
- Rokudenashi Blues 1993 (1993)
- Sailor Moon R: The Movie (1993)
- Make Up! Sailor Senshi (1993), phim ngắn của Sailor Moon
- Tōi Umi kara Kita Coo (1993)
- Dr. Slump: Arale-chan Hoyoyo!! Tasuketa Same ni Tsurerarete... (1994)
- Dr. Slump: Arale-chan Ncha!! Wakuwaku Hot no Natsuyasumi (1994)
- Slam Dunk (1994)
- Slam Dunk: Zenkoku Seiha Da! - Sakuragi Hanamichi (1994)
- Dragon Ball Z: Kiken na Futari! Super Senshi wa Nemurenai (1994)
- Dragon Ball Z: Super Senshi Gekiha!! Katsu No wa Ore da (1994)
- GS Mikami: Gokuraku Daisakusen!! (1994)
- Sailor Moon S: Kaguya-hime no Koibito (1994)
- Aoki Densetsu Shoot! (1994)
- Dragon Ball Z: Fukkatsu no Fusion!! Gokū to Vegeta (1995)
- Dragon Ball Z: Ryū-Ken Bakuhatsu!! Gokū ga Yaraneba Dare ga Yaru (1995)
- Slam Dunk: Shouhoku Saidai no Kiki! Moero Sakuragi Hanamichi (1995)
- Slam Dunk: Hoero Basketman Tamashii! Hanamichi to Rukawa no Atsuki Natsu (1995)
- Marmalade Boy (1995)
- Sailor Moon SuperS: Sailor Moon SuperS: Sailor 9 Senshi Shuuketsu! (1995)
- Sailor Moon SuperS Gaiden: Ami-chan no Hatsukoi (1995), phim ngắn
- Dragon Ball: Saikyō e no Michi (1996)
- Gokinjo Monogatari (1996)
- Jigoku Sensei Nūbē
- Gegege no Kitarō: Daikaijū (1996)
- Gegege no Kitarō: Obake Nighter (1997)
- Gegege no Kitarō: Yōkai Tokkyū! Maboroshi no Kisha (1997)
- Kindaichi Shōnen no Jikenbo (1997)
- Jigoku Sensei Nūbē: Gozen 0 ji Nūbē Shisu (1997)
- Jigoku Sensei Nūbē: Kyoufu no Natsu Yasumi! Asashi no Uni no Gensetsu (1997)
- Hana Yori Dango (1997)
- Cutey Honey Flash (1997)
- Ginga Tetsudo 999: Eternal Fantasy (1998)
- Rennyo Monogatari (1998)
- Dr. Slump: Arale no Bikkuriman (1999)
- Yu-Gi-Oh! (1999)
- Digimon Adventure (1999)
- Kindaichi Shōnen no Jikenbo: Satsuriku no Deep Blue (1999)

Thập niên 2000
- Digimon: The Movie (2000)
- Digimon Adventure: Bokura no War Game! (2000)
- Digimon Adventure 02 (2000) (gồm hai phim)
- Digimon Adventure 3D: Digimon Grand Prix! (2000)
- Ojamajo Doremi Sharp (2000)*One Piece (2000)
- One Piece: Nejimaki-jima no Bōken (2001)
- Kinnikuman Nisei: Second Generations (2001)
- Motto! Ojamajo Doremi: Kaeru Ishi no Himitsu (2001)
- Digimon Adventure 02: Diablomon no Gyakushuu (2001)
- Digimon Tamers: Boukensha-tachi no Tatakai (2001)
- Digimon Tamers: Bousou Digimon Tokkyuu (2002)
- Digimon Frontier: Kodai Dejimon Fukkatsu!! (2002)
- One Piece: Chinjū Shima no Chopper Ōkoku (2002)
- Kinnikuman Nisei: Muscle Ninjin Soudatsu sen! Choujin Daisensou (2002)
- One Piece The Movie: Dead End no Bōken (2003)
- Saint Seiya: Tenkai-hen Josou - Overture (2004)
- One Piece: Norowareta Seiken (2004)
- Air (2005)
- One Piece: Omatsuri Danshaku to Himitsu no Shima (2005)
- Futari wa PreCure Max Heart (2005)
- Futari wa PreCure Max Heart 2: Yukizora no Tomodachi (2005)
- Digital Monster X-Evolution (2005), đồng sản xuất với Imagi Animation Studios
- One Piece: Karakuri-jō no Meka Kyohei (2006)
- Futari wa PreCure: Splash Star - Tick Tack Kiki Ippatsu! (2006)
- Digimon Savers: Kyūkyoku Power! Burst Mode Hatsudō!! (2006)
- Digimon Savers 3D: Digital World Kiki Ippatsu! (2006)
- One Piece: Episode of Alabasta: Sabaku no Ōjo to Kaizokutachi (2007)
- Dr. Slump: Dr. Mashirito & Abale-chan (2007)
- Clannad (2007)
- Yes! PreCure 5: Kagami no Kuni no Miracle Daibouken! (2007)
- Yes! PreCure 5 GoGo!: Okashi no Kuni no Happy Birthday (2007)
- One Piece: Episode of Chopper+: Sabaku no Ōjo to Kaizokutachi (2008)
- Dragon Ball: Ossu! Kaette Kita Son Gokū to Nakama-tachi!! (2008)
- GeGeGe no Kitarō: Nippon Bakuretsu!! (2008)
- PreCure All Stars DX: Minna Tomodachi Kiseki no Zenin Daishūgō (2009)
- Fresh PreCure! Omocha no Kuni wa Himitsu ga Ippai!? (2009)
- One Piece Film: Strong World (2009)

Thập niên 2010
- HeartCatch PreCure! Hana no Miyako de Fashion Show... desu ka!? (2010)
- PreCure All Stars DX2: Kibō no Hikari Rainbow Jewel o Mamore! (2010)
- PreCure All Stars DX3: Mirai ni Todoke! Sekai wo Tsunagu Nijiiro no Han (2011)
- Suite PreCure: Torimodose! Kokoro ga Tsunagu Kiseki no Melody! (2011)
- One Piece 3D: Mugiwara Chase (2011)
- Toriko 3D: Kaimaku! Gourmet Adventure!! (2011)
- Tezuka Osamu no Buddha: Akai Sabaku yo! Utsukushiku (2011)
- Dragon Ball: Episode of Bardock (2011), phim ngắn
- PreCure All Stars New Stage: Mirai no Tomodachi (2012)
- Smile PreCure!: Ehon no Naka wa Minna Chiguhagu! (2012)
- One Piece Film: Z (2012)
- Dragon Ball Z: Kami to Kami (2013)
- Uchū Kaizoku Captain Harlock (2013), đồng sản xuất với Marza Animation Planet
- Toriko: Bishokushin no Special Menu (2013)
- Dokidoki! PreCure: Mana Kekkon!!? Mirai ni Tsunagu Kibou no Dress (2013)
- PreCure All Stars New Stage 2: Kokoro no Tomodachi (2013)
- PreCure All Stars New Stage 3: Eien no Tomodachi (2014)
- Saint Seiya: Legend of Sanctuary (2014)
- Rakuen Tsuihō (2014), đồng sản xuất với Graphinica
- Tezuka Osamu no Buddha: Owarinaki Tabi (2014)
- Happiness Charge PreCure: Ningyou no Kuni no Ballerina (2014)
- PreCure All Stars: Haru no Carnival (2014)
- Bảy viên ngọc rồng: 'F' hồi sinh (2015)
- Go! Princess PreCure: Go! Go!! Gouka 3-bondate!!! (2015)
- Digimon Adventure tri. Saikai (2015)
- Digimon Adventure tri. Ketsui (2016)
- Digimon Adventure tri. Kokuhaku (2016)
- PreCure All Stars: Minna de Utau Kiseki no Mahou! (2016)
- One Piece Film: Gold (2016)
- Mahoutsukai PreCure!: Kiseki no Henshin! Cure Mofurun! (2016)
- Pop in Q (2016)
- Digimon Adventure tri. Sōshitsu (2017)
- Digimon Adventure tri. Kyōsei (2017)
- PreCure Dream Stars! (2017)
- Mazinger Z: Infinity (2017)
- Kirakira PreCure a la Mode: Paritto! Omoide no Mille-Feuille! (2017)
- Digimon Adventure tri. Bokura mo Mirai (2018)
- PreCure Super Stars! (2018)
- Hug! PreCure Futari wa PreCure: All Stars Memories (2018)
- Bảy viên ngọc rồng siêu cấp: Broly (2018)
- PreCure Miracle Universe (2018)
- Oshiri Tantei: Curry Naru Jiken (2018)
- One Piece: Stampede (2019)
- Star Twinkle PreCure: Hoshi no Uta ni Omoi wo Komete (2019)

#### Thập niên 2020
- Digimon Adventure: Last Evolution Kizuna (2020), đồng sản xuất với Yumeta Company
- Majo Minarai o Sagashite (2020)
- PreCure Miracle Leap: Minna to no Fushigi na Ichinichi (2020)
- Thủy thủ Mặt Trăng Vĩnh hằng (2021)
- Healin' Good PreCure: Yume no Machi de Kyun! Tto GoGo! Dai Henshin!! (2021)
- Tropical-Rouge! PreCure Petit Tobikome! Collaboration Dance Party! (2021)
- Journey: Taiko Arabia Hantou de no Kiseki to Tatakai no Monogatari (2021), hợp tác sản xuất với hãng phim Ả Rập Manga Productions[18]
- Tropical-Rouge! PreCure: Yuki no Princess to Kiseki no Yubiwa! (2021)
- Dragon Ball Super: Super Hero (2022)
- One Piece Film: Red (2022)
- The First Slam Dunk (2022)
- Bishōjo Senshi Sailor Moon Cosmos (2023)[19]
- Kitarō Tanjō: Gegege no Nazo (2023)[20]
- Eiga PreCure All Stars F (2023)[21]
- Digimon Adventure 02: The Beginning (2023)[22], đồng sản xuất với Yumeta Company
- Eiga Oshiri Tantei Saraba Itoshiki Aibō (Oshiri) yo (2024)[23]
- Rakuen Tsuihō: Liberated from Paradise (CTB)[24]

## OVA / ONA
Danh sách OVA và ONA do Toei Animation sản xuất:
- Tongari Bōshi no Memole: Marielle no Hōsekibako (1985)
- Transformers: Scramble City (1986)
- Shin Kabukicho Story Hana no Asuka-gumi! (1987)
- Crying Freeman (1988-1994)
- Kimama ni Idol (1990)
- Hana no Asuka-gumi! Lonely Cats Battle Royale (1990)
- Transformers: Zone (1990)
- Shuranosuke Zanmaken: Shikamamon no Otoko (1990)
- Vampire Sensō (1991)
- Soujuu Senshi Psychic Wars (1991)
- 3×3 Eyes (1991-1992)
- Dragon Ball Z: Atsumare! Gokuu World  (1992)
- Kamen Rider SD: Kaiki!? Kumo Otoko (1993)
- Dragon Ball Z Gaiden Saiyajin Zetsumetsu Keikaku (1993)
- Sailor Moon S: Kotaete Moon Call! (1994)
- Jigoku Sensei Nūbē (1998-1999)
- Denshin Mamotte Shugogetten (2000-2001)
- Saint Seiya: Meiou Hades Juuni Kyuu-hen (2002-2003)
- Kanon Kazahana (2003)
- Re: Cutie Honey (2004), đồng sản xuất với Gainax
- Saint Seiya: Meiou Hades Meikai-hen (2005-2007)
- H. P. Lovecraft's The Dunwich Horror and Other Stories (2007)
- Saint Seiya: Meiou Hades Elysion-hen (2008)
- One Piece: Romance Dawn Story (2008)
- Dragon Ball: Ossu! Kaette Kita Son Gokū to Nakama-tachi!! (2008)
- One Piece Film: Strong World Episode 0 (2010)
- Dragon Ball: Super Saiya-jin Zetsumetsu Keikaku (2010)
- Sailor Moon Crystal (2014-2015)
- Saint Seiya: Soul of Gold (2014)
- Super Dragon Ball Heroes (2018-nay)
- Saint Seiya: Saintia Shō (2018-2019)
- Knights of the Zodiac: Saint Seiya (2019-2020)
- Ojamajo Doremi: Owarai Gekijō (2019-2020)
- Jurassic! (2019)
- Digimon Adventure: 20 Shuunen Memorial Story (2020)
- Knights of the Zodiac: Saint Seiya - Battle for Sanctuary (2022-nay)[25]

## Lồng tiếng
Có những bộ phim nước ngoài được Toei lồng tiếng Nhật gồm:
- The Mystery of the Third Planet (hoạt hình Nga năm 1981, lồng tiếng năm 2008)
- Les Maîtres du temps (hoạt hình Pháp-Hungary năm 1982, lồng tiếng năm 2014)
- Alice's Birthday (hoạt hình Nga năm 2009, lồng tiếng năm 2013)
- Becca's Bunch (phim truyền hình năm 2018, lồng tiếng từ năm 2021 đến 2022)

## Vụ việc liên quan

### Sự cố tấn công mạng năm 2022
Ngày 6 tháng 3 năm 2022, hệ thống mạng của Toei Animation đã ghi nhận một vụ tấn công mạng trái phép từ bên thứ ba khiến cho các trang web bán hàng tực tuyến và hệ thống nội bộ của công ty này bị sập. Công ty tiến hành điều tra sự cố này, đồng thời thông báo lịch phát sóng các anime do công ty này sản xuất bị thay đổi do sự cố này, đặc biệt là 2 bộ anime đang phát sóng là One Piece và Digimon Ghost Game buộc phải tạm ngừng phát sóng tập mới. Phim điện ảnh Dragon Ball Super: Super Hero dự kiến khởi chiếu vào ngày 22 tháng 4 năm 2022 nhưng sau đó cũng dời ngày khởi chiếu sang ngày 11 tháng 6 do ảnh hưởng của sự cố tấn công mạng trên. Ngày 6 tháng 4 năm 2022, Toei thông báo tiếp tục phát sóng các anime bị gián đoạn. Theo như NHK đưa tin, nguyên nhân của sự cố tấn công mạng là do nhân viên của Toei đã sử dụng mạng của công ty để tải xuống phầm mềm có chứa mã độc tống tiền rồi xảy ra cuộc tấn công trên.